# Gonzalo Güell
Gonzalo Güell y Morales de los Ríos (Havana, Cuba, 16 de fevereiro de 1895 – Coral Gables, Flórida, 2 de setembro de 1985) foi um advogado, diplomata e político cubano.
Guell foi ministro dos negócios estrangeiros de Cuba de 1956 a 1959 e primeiro-ministro de Cuba de 12 de março de 1958 a 1 de janeiro de 1959. Foi antes disso embaixador no México, Colômbia, Brasil, Noruega e representante permanente junto das Nações Unidas. O seu encontro com John Foster Dulles em 1958 foi o último entre representantes dos Estados Unidos e Cuba antes da Revolução Cubana, e foi apenas em final de 2015 que os dois países se reuniram, no encontro entre Barack Obana e Raúl Castro.
Foi uma das 40 pessoas que fugiu com Fulgencio Batista para a República Dominicana na noite de passagem de ano de 1959, quando o golpe de Fidel Castro tomou o poder.
Casou três vezes. Duas das suas esposas foram Francisca Pubill e Juana Inigo. Não teve descendência.